# Partido de Lobos
Partido de Lobos är en kommun i Argentina.   Den ligger i provinsen Buenos Aires, i den centrala delen av landet, 100 km sydväst om huvudstaden Buenos Aires. Antalet invånare är 36 172. Arean är 1 740 kvadratkilometer.
Terrängen i Partido de Lobos är mycket platt.
Trakten runt Partido de Lobos består till största delen av jordbruksmark. Runt Partido de Lobos är det glesbefolkat, med 20 invånare per kvadratkilometer.